# Мадагаскарские колючие заросли

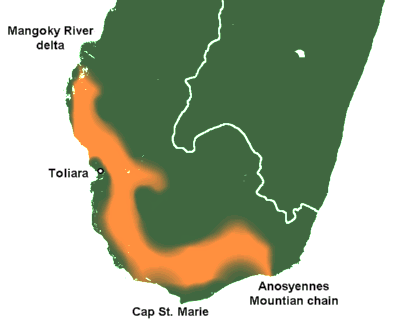
Приблизительное расположение колючих зарослей в провинции Тулиара

Мадагаска́рские колю́чие за́росли — экологический регион на юго-западе Мадагаскара. Данный тип растительности растёт на бедных почвах с низким уровнем осадков зимой. Примерная площадь экорегиона — 44 000 км². Экорегион является домом для большого количества эндемичных растений.

## Флора
Многие образующие растения показывают крайнюю степень адаптации к засухе. Колючие растения эндемичного семейства Дидиереевые (Didiereaceae) формируют значительную компоненту, особенно в восточном направлении. Они древесные, но отдаленно связаны с кактусовыми (Cactaceae). Среди других членов растительного сообщества преобладают представители семейств Бурзеровые (Burseraceae) Burseraceae, Молочайные (Euphorbiaceae), Сумаховые (Anacardiaceae) и Бобовые (Fabaceae).

## Фауна

### Эндемики
- Млекопитающие:
  - Galidictis grandidieri
  - Lepilemur leucopus
  - Microcebus griseorufus
- Птицы:
  - Uratelornis chimaera
  - Coua cursor
  - Coua verreauxi
  - Мония (Monias benschi)
  - Newtonia archboldi
  - Xenopirostris xenopirostris
  - Calicalicus rufocarpalis
  - Pseudocossyphus imerinus
- Пресмыкающиеся:
  - Furcifer antimena
  - Oplurus saxicola и Oplurus fihereniensis
  - Phelsuma breviceps, Ebenavia maintimainty и Matoatoa brevipes
  - Liophidium chabaudi

## Галерея

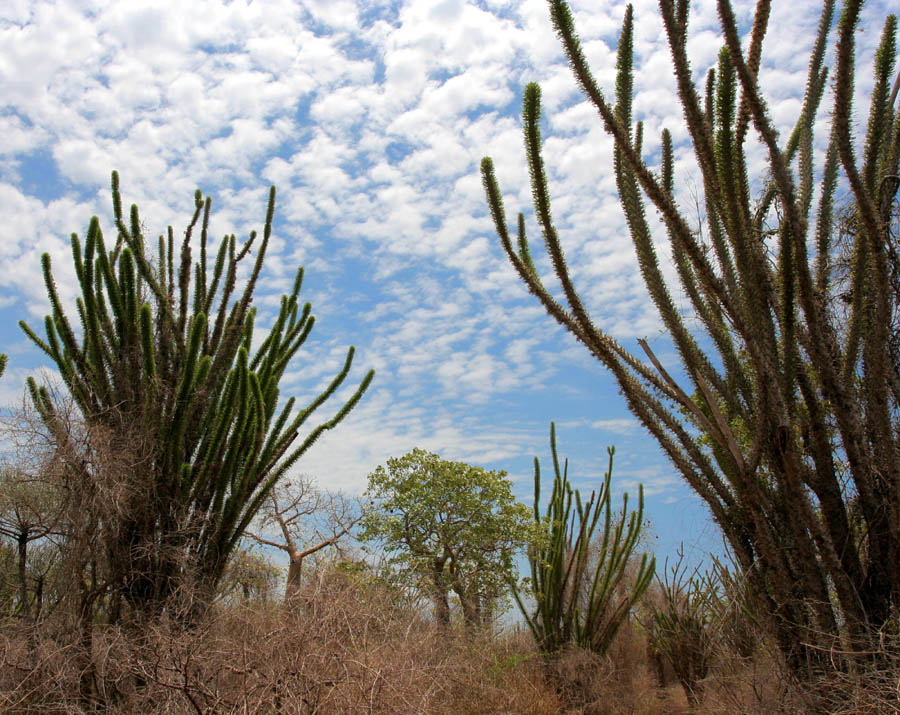
Alluaudia procera
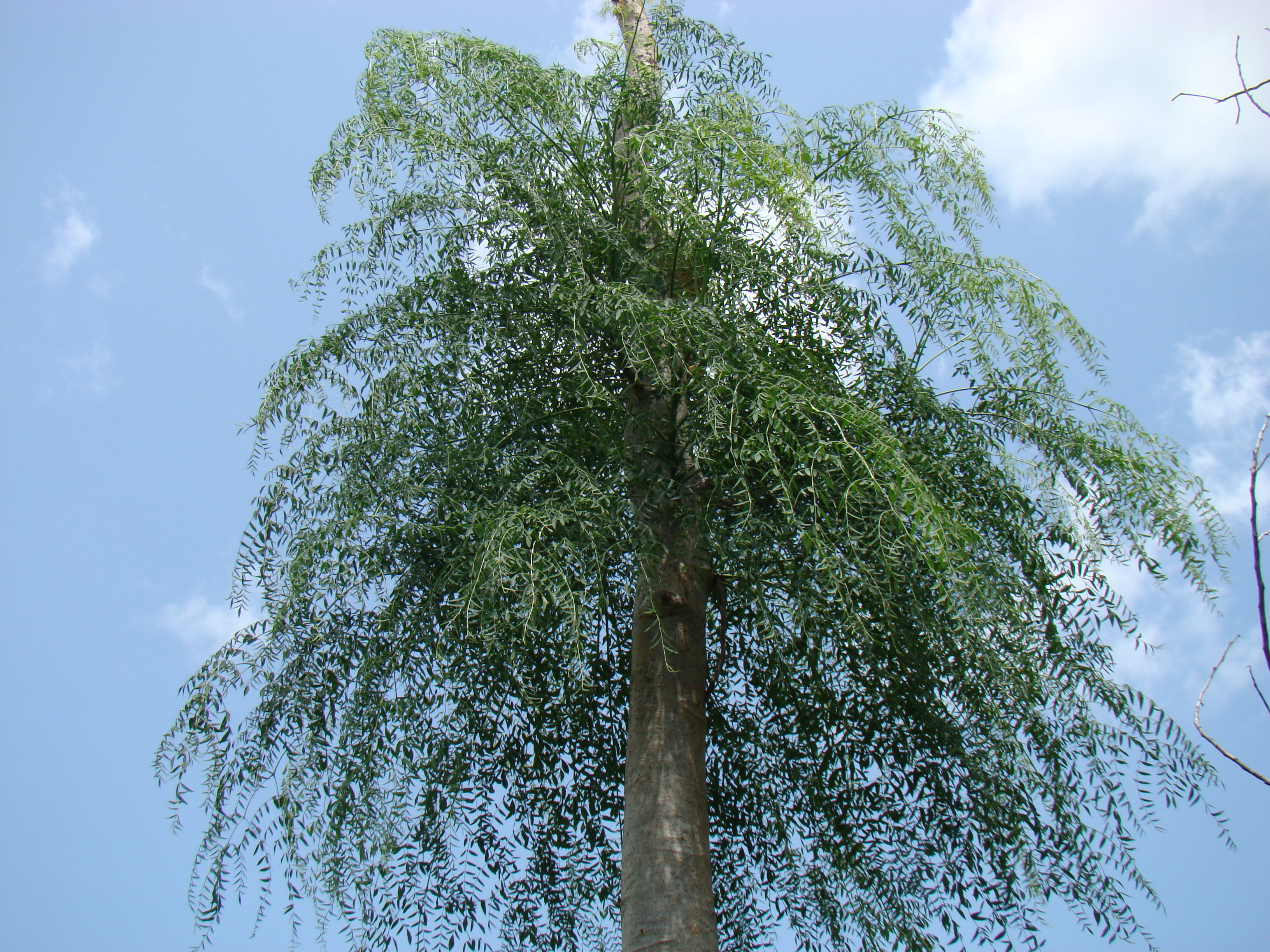
Moringa drouhardii - встречается преимущественно в колючих зарослях
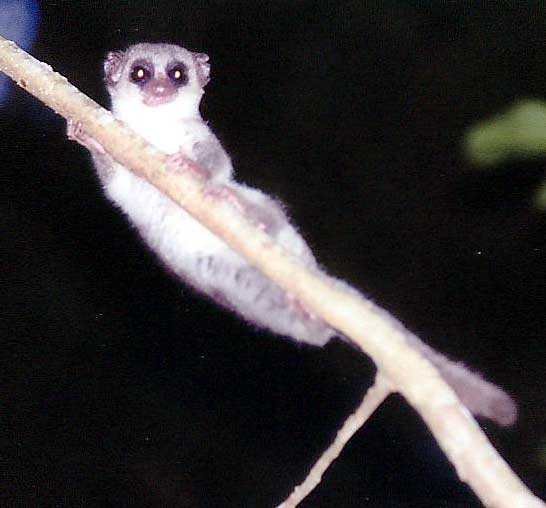
Толстохвостый лемур (Cheirogaleus medius)
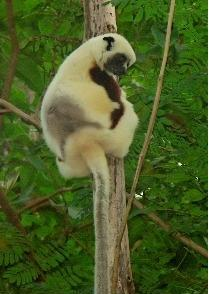
Propithecus verreauxi
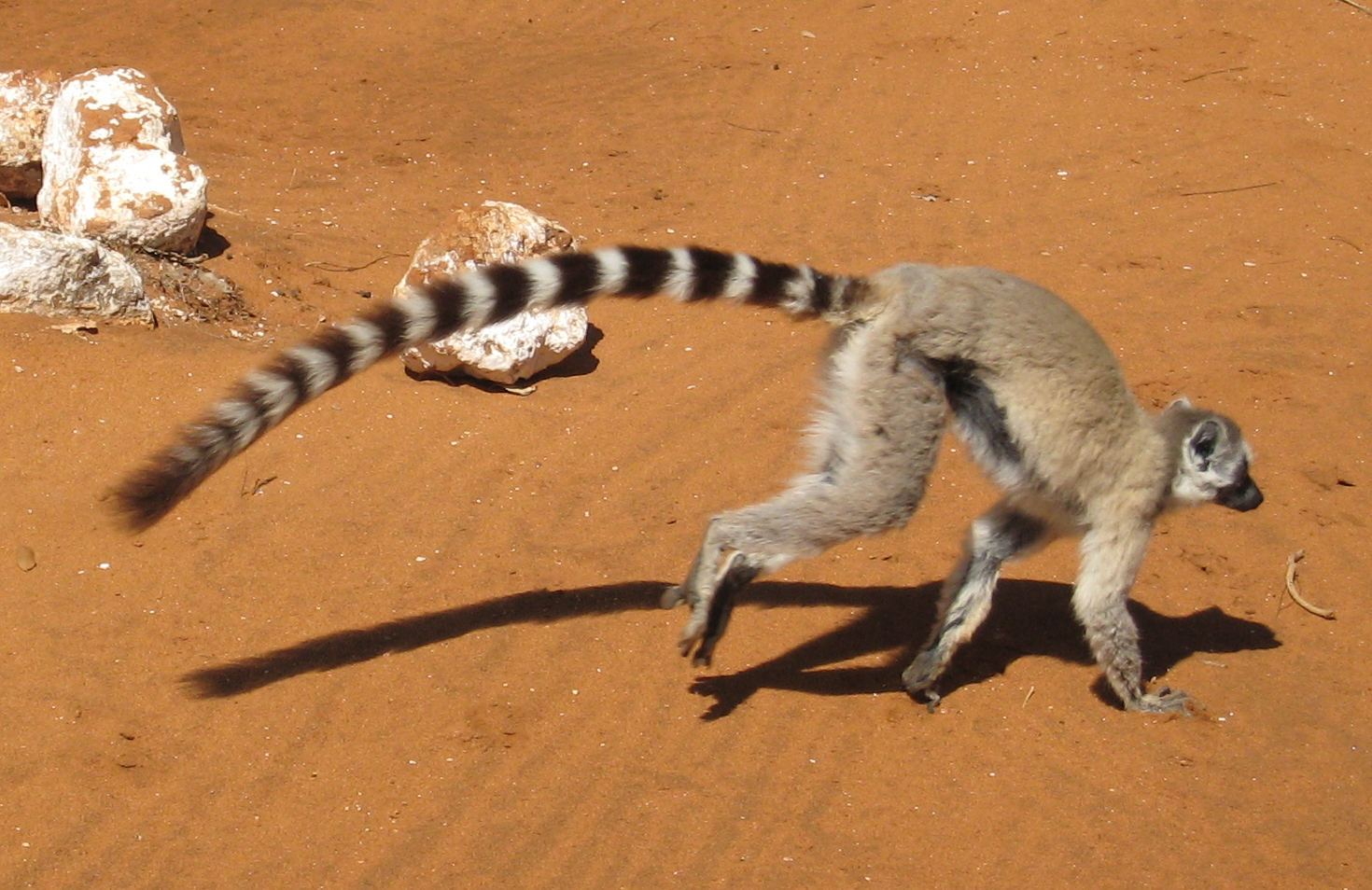
Кошачий лемур (Lemur catta)
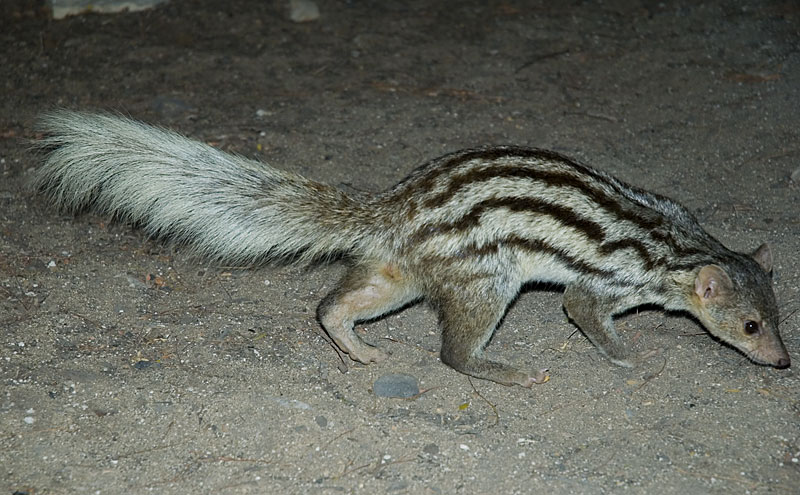
Galidictis grandidieri
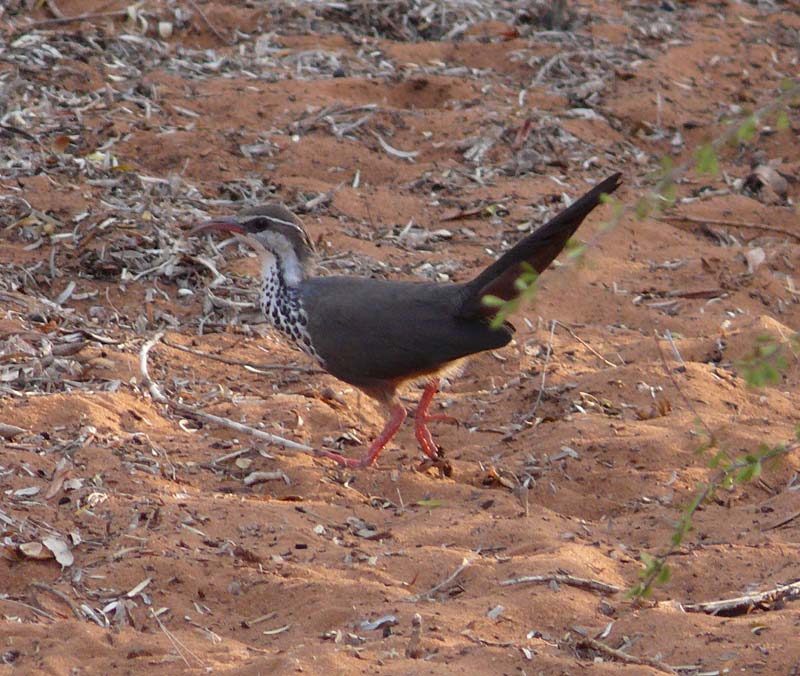
Мония (Monias benschi) - эндемик колючих зарослей